# ATP de Nottingham
O ATP de Nottingham ou Nottingham Open foi uma competição de tênis masculina, que retornou ao circuito em 2015, em quadras de grama, em Nottingham, Inglaterra. Em 2017, contudo, foi rebaixado ao circuito Challenger.

## Finais

### Simples
| Ano                                     | Campeão                                 | Vice-campeão                            | Resultado                               |                                         |
| --------------------------------------- | --------------------------------------- | --------------------------------------- | --------------------------------------- | --------------------------------------- |
| 2016                                    | Steve Johnson                           | Pablo Cuevas                            | 7–65, 7–5                               |                                         |
| 2015                                    | Denis Istomin                           | Sam Querrey                             | 7–61, 7–66                              |                                         |
| Torneio não realizado entre 2014 e 2009 |                                         |                                         |                                         |                                         |
| 2008                                    | Ivo Karlović                            | Fernando Verdasco                       | 7–5, 46–7, 7–66                         |                                         |
| 2007                                    | Ivo Karlović                            | Arnaud Clément                          | 3–6, 6–4, 6–4                           |                                         |
| 2006                                    | Richard Gasquet                         | Jonas Björkman                          | 6–4, 6–3                                |                                         |
| 2005                                    | Richard Gasquet                         | Max Mirnyi                              | 6–2, 6–3                                |                                         |
| 2004                                    | Paradorn Srichaphan                     | Thomas Johansson                        | 1–6, 7–64, 6–4                          |                                         |
| 2003                                    | Greg Rusedski                           | Mardy Fish                              | 6–3, 6–2                                |                                         |
| 2002                                    | Jonas Björkman                          | Wayne Arthurs                           | 6–2, 56–7, 6–2                          |                                         |
| 2001                                    | Thomas Johansson                        | Harel Levy                              | 7–5, 6–3                                |                                         |
| 2000                                    | Sébastien Grosjean                      | Byron Black                             | 7–67, 6–3                               |                                         |
| 1999                                    | Cédric Pioline                          | Kevin Ullyett                           | 6–3, 7–5                                |                                         |
| 1998                                    | Jonas Björkman                          | Byron Black                             | 6–3, 6–2                                |                                         |
| 1997                                    | Greg Rusedski                           | Karol Kučera                            | 6–4, 7–5                                |                                         |
| 1996                                    | Jan Siemerink                           | Sandon Stolle                           | 6–3, 7–60                               |                                         |
| 1995                                    | Javier Frana                            | Todd Woodbridge                         | 7–64, 6–3                               |                                         |
| Torneio não realizado entre 1994 e 1978 |                                         |                                         |                                         |                                         |
| 1977                                    | Final não realizada devido à chuva      | Final não realizada devido à chuva      | Final não realizada devido à chuva      |                                         |
| 1976                                    | Final não completada; não houve campeão | Final não completada; não houve campeão | Final não completada; não houve campeão | Final não completada; não houve campeão |
| 1975                                    | Tom Okker                               | Tony Roche                              | 6–1, 3–6, 6–3                           |                                         |
| 1974                                    | Stan Smith                              | Alex Metreveli                          | 6–3, 1–6, 6–3                           |                                         |
| 1973                                    | Eric van Dillen                         | Frew McMillan                           | 3–6, 6–1, 6–1                           |                                         |
| Torneio não realizado entre 1972 e 1971 |                                         |                                         |                                         |                                         |
| 1970                                    | Stan Smith                              | Chauncey Steele                         | 6–3, 6–1                                |                                         |

### Duplas
| Ano                                     | Campeões                           | Vice-campeões                  | Resultado             |                       |
| --------------------------------------- | ---------------------------------- | ------------------------------ | --------------------- | --------------------- |
| 2016                                    | Dominic Inglot Daniel Nestor       | Ivan Dodig Marcelo Melo        | 7–5, 7–64             |                       |
| 2015                                    | André Sá Chris Guccione            | Pablo Cuevas David Marrero     | 6–2, 7–5              |                       |
| Torneio não realizado entre 2014 e 2009 |                                    |                                |                       |                       |
| 2008                                    | Bruno Soares Kevin Ullyett         | Jeff Coetzee Jamie Murray      | 6–2, 7–65             |                       |
| 2007                                    | Jamie Murray Eric Butorac          | Joshua Goodall Ross Hutchins   | 4–6, 6–3, 10–5        |                       |
| 2006                                    | Jonathan Erlich Andy Ram           | Igor Kunitsyn Dmitry Tursunov  | 6–3, 6–2              |                       |
| 2005                                    | Jonathan Erlich Andy Ram           | Simon Aspelin Todd Perry       | 4–6, 6–3, 7–5         |                       |
| 2004                                    | Paul Hanley Todd Woodbridge        | Rick Leach Brian MacPhie       | 6–4, 6–3              |                       |
| 2003                                    | Bob Bryan Mike Bryan               | Joshua Eagle Jared Palmer      | 7–63, 4–6, 7–64       |                       |
| 2002                                    | Mike Bryan Mark Knowles            | Donald Johnson Jared Palmer    | 0–6, 7–63, 6–4        |                       |
| 2001                                    | Donald Johnson Jared Palmer        | Paul Hanley Andrew Kratzmann   | 6–4, 6–2              |                       |
| 2000                                    | Piet Norval Donald Johnson         | Ellis Ferreira Rick Leach      | 1–6, 6–4, 6–3         |                       |
| 1999                                    | Patrick Galbraith Justin Gimelstob | Marius Barnard Brent Haygarth  | 5–7, 7–5, 6–3         |                       |
| 1998                                    | Justin Gimelstob Byron Talbot      | Sébastien Lareau Daniel Nestor | 7–5, 6–7, 6–4         |                       |
| 1997                                    | Ellis Ferreira Patrick Galbraith   | Danny Sapsford Chris Wilkinson | 4–6, 7–6, 7–6         |                       |
| 1996                                    | Mark Petchey Danny Sapsford        | Neil Broad Piet Norval         | 6–7, 7–6, 6–4         |                       |
| 1995                                    | Luke Jensen Murphy Jensen          | Patrick Galbraith Danie Visser | 6–2, 6–4              |                       |
| Torneio não realizado entre 1994 e 1978 |                                    |                                |                       |                       |
| 1977                                    | Edição não completada              | Edição não completada          | Edição não completada | Edição não completada |
| 1976                                    | Edição não completada              | Edição não completada          | Edição não completada | Edição não completada |
| 1975                                    | Charlie Pasarell Roscoe Tanner     | Tom Okker Marty Riessen        | 6–2, 6–3              |                       |
| 1974                                    | Charlie Pasarell Erik van Dillen   | Bob Lutz Stan Smith            | 9–7, 6–3              |                       |
| 1973                                    | Tom Gorman Erik van Dillen         | Bob Carmichael Frew McMillan   | 6–4, 6–4              |                       |